# Antisemitismus

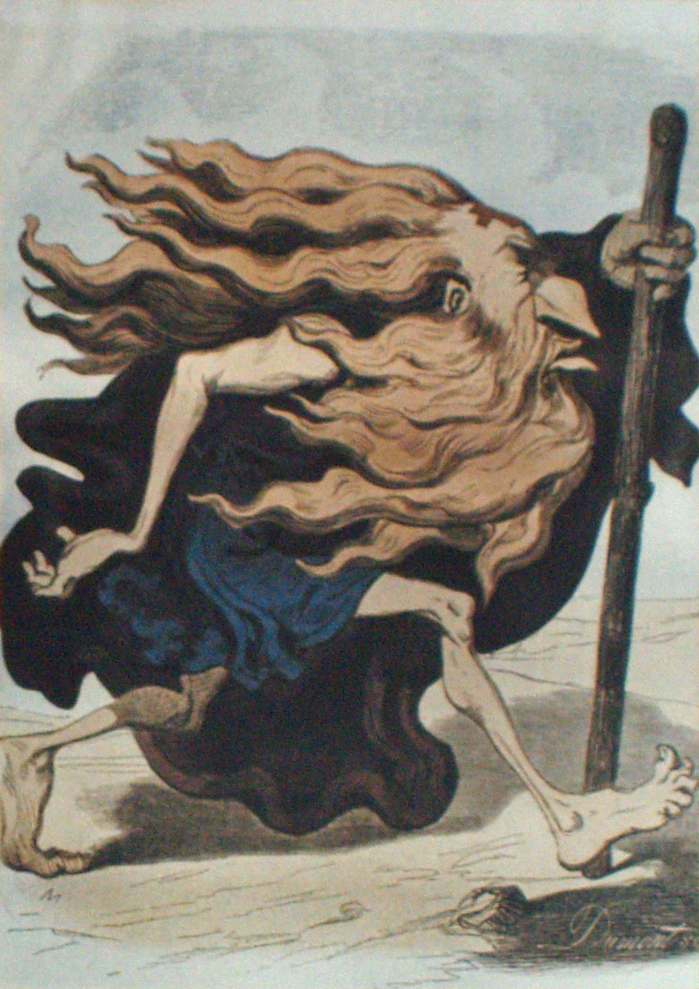
Der wandernde Ewige Jude, farbiger Holzschnitt von Gustave Doré, 1852, Reproduktion in einer Ausstellung in Yad Vashem, 2007

Als Antisemitismus werden heute alle pauschalen Formen von Judenhass, Judenfeindlichkeit oder Judenfeindschaft bezeichnet. Der Ausdruck entstand 1879 als Eigenbezeichnung deutscher Judenfeinde um den Journalisten Wilhelm Marr. Er wurde nach dem Holocaust zum Sammelbegriff für alle Einstellungen und Verhaltensweisen, die Einzelpersonen oder Gruppen „den Juden“ zuordnen und ihnen negative Eigenschaften unterstellen, um die Abwertung, Ausgrenzung, Diskriminierung, Unterdrückung, Verfolgung, Vertreibung bis hin zur Vernichtung jüdischer Minderheiten (Völkermord) zu rechtfertigen. Vertreter und Anhänger des Antisemitismus werden „Antisemiten“ genannt.
Pauschale Judenfeindschaft hat eine rund 2500 Jahre lange Tradition, in der sich eine Vielzahl Bilder, Gerüchte, Klischees, Vorurteile, Ressentiments und Stereotypen von „dem“ oder „den“ Juden bildeten, überlagern und durchdringen. Anders als bei Fremdenfeindlichkeit werden sie mit angeblich unveränderlichen Eigenschaften von Juden begründet, oft auch ähnlich bezeichnet und dargestellt. So galten Juden ab der Antike als „Feinde der Menschheit“, ab dem 2. Jahrhundert als „Christus-“ oder „Gottesmörder“, ab dem Hochmittelalter als „Brunnenvergifter“, „Ritualmörder“ und heimliche „Verschwörer“, ab der frühen Neuzeit als „Wucherer“ oder „Parasiten“, „Ausbeuter“ und „Weltherrscher“. So werden Juden immer wieder als besonders mächtige Verursacher aller möglichen negativen Fehlentwicklungen und menschengemachten Katastrophen dargestellt. Diese irrealen, fiktiven Trugbilder (Chimären), die das Judentum ideologisch für verschiedene Zwecke verzerren, haben sich bis heute als sehr stabil und anpassungsfähig erwiesen.
Die Antisemitismusforschung hat keine allgemeingültige Definition des Phänomens aufgestellt, unterscheidet aber zumindest vier Hauptformen:
- den christlichen Antijudaismus seit der Spätantike, der Juden vorwiegend aus religiösen Motiven abwertet und darum auch sozial und politisch ausgrenzt;
- den neuzeitlichen Antisemitismus seit der Aufklärung, der den Ausschluss von Juden biologistisch und pseudowissenschaftlich begründet und sich mit Nationalismus, Sozialdarwinismus und Rassismus verband. Der „Rassenantisemitismus“ wurde in der Zeit des Nationalsozialismus zur staatlichen Ideologie, die den Holocaust vorbereitete und rechtfertigte.
- den Post-Holocaust-Antisemitismus (PHA) seit 1945, der Juden gerade wegen des Holocaust ablehnt, diesen aus Motiven der Schuldabwehr, verweigerter Erinnerung, Entlastung und Täter-Opfer-Umkehr leugnet oder relativiert. Eine Sonderform davon ist der „Antisemitismus ohne Juden“.
- den auf Israel bezogenen oder antizionistischen Antisemitismus seit 1948: Dabei werden antisemitische Stereotype auf diesen Staat übertragen, der als „kollektiver Jude“ konstruiert wird.

In allen Hauptformen treten religiöse, soziale, politische, kulturelle und verschwörungstheoretische Motive neben- oder miteinander auf. Zudem unterscheidet die Forschung latente und manifeste, oppositionelle und staatliche Ausdrucksformen. Aktuelle Forschung ordnet Antisemitismus als spezifische Form gruppenbezogener Menschenfeindlichkeit ein.

## Begriff
Der Ausdruck „Antisemitismus“ ist eine Neuschöpfung deutscher Antisemiten um den Journalisten Wilhelm Marr. Er erschien erstmals im Dezember 1879 in einem Zeitungsbericht über Marrs im September gegründete Antisemitenliga und deren Programm. Ab 1880 bezeichnete er auch die Ziele der „Berliner Bewegung“ um Adolf Stoecker und Heinrich von Treitschke und ihrer „Antisemitenpetition“. Er sollte „die Judenfeindschaft mit der Zugehörigkeit der Juden zur semitischen Rasse und Völkerfamilie […] begründen und ihr das Gepräge einer auf letzte Ursachen zurückgehenden wissenschaftlichen Lehre […] geben“. Damit wollten sich die damaligen Judenfeinde vom affektgeladenen Judenhass des Mittelalters abgrenzen und ihren Zielen einen rationalen, aufgeklärten Anstrich geben.
Die frühe Vergleichende Sprachwissenschaft unterschied ab 1781 die Sprach- und Völkerfamilien der „Semiten“   und der „Arier“ oder „Indogermanen“ voneinander. Der Indologe Christian Lassen und der Orientalist Ernest Renan bezeichneten mit diesen Namen entgegengesetzte Nationalcharaktere und Kulturtypen. Indem sie Juden „Semiten“ nannten, stellten sie sie als ethnische Abstammungsgemeinschaft mit minderwertigen Eigenschaften dar. Renan behauptete, das Judentum behindere den politischen Fortschritt der Menschheit durch seine Zerstreuung und sein religiöses Erwählungsbewusstsein. 1860 wies der Bibliograph Moritz Steinschneider dies als „antisemitische Vorurteile“ zurück. Ab 1865 war der Ausdruck  „Semitismus“ oder „Semitentum“ lexikalisch etabliert.
Somit konnte das Antonym „Antisemitismus“ die Ideologie und Ziele judenfeindlicher Organisationen bezeichnen. Es diente ihnen als politisches Schlagwort, um „den/die Juden“ kollektiv für negativ erlebte und gedeutete Zeiterscheinungen der Moderne verantwortlich zu machen: Er besitze und lenke die kritische Presse, infiltriere die Nation mit egoistischem Gewinnstreben und fremden Ideen wie Rationalismus, Materialismus, Internationalismus, Individualismus, Pluralismus, Kapitalismus (Manchesterliberalismus), Demokratie, Sozialismus und Kommunismus. Er sei schuld am Zerfall („Zersetzung“) traditioneller Gesellschaftsstrukturen, an Ausbeutung, Wirtschaftskrisen, Kapitalkonzentration und Inflation, Uneinigkeit und Schwäche der Nation. Als Eigenbezeichnung „prinzipieller“ Judenfeinde, die die Isolierung, Vertreibung und schließlich die Vernichtung der Juden anstrebten, wurde der Ausdruck im Deutschen Kaiserreich, im Zarenreich Russland, Kaisertum Österreich und nachrevolutionären Frankreich etwa 75 Jahre lang üblich.
Historisch richtete sich das Wort nie gegen die „Semiten“, zu denen auch Araber gehören, sondern nur gegen Juden, sollte also deren Ausgrenzung und Verfolgung ursprünglich legitimieren, nicht kritisieren. Der Ausdruck ist also eine etymologische Fehlprägung und vom Ursprung her rassistisch und pseudowissenschaftlich.
Dies war einigen Judenfeinden klar. Der Nationalökonom Eugen Dühring lehnte den Ausdruck 1881 ab, um gerade auch europäische, assimilierte Juden als eigene „Rasse“ von anderen „semitischen Völkern“ abzugrenzen. Im August 1935 forderte das Reichspropagandaministerium des NS-Regimes die deutsche Presse auf, „das Wort: antisemitisch oder Antisemitismus zu vermeiden, weil die deutsche Politik sich nur gegen die Juden, nicht aber gegen die Semiten schlechthin richtet. Es soll stattdessen das Wort: antijüdisch gebraucht werden.“ 1943 verlangte der NS-Beamte Hans Hagemeyer von der deutschen Presse, die Bezeichnung Antisemitismus mit Rücksicht auf die arabische Welt zu unterlassen. Denn mit dem Begriff bekunde das feindliche Ausland, die Deutschen würden „Araber und Juden in einen Topf werfen“.
Seit 1945 bezeichnet „Antisemitismus“ in kritischer Absicht alle Aspekte judenfeindlicher Ideologie, die den Holocaust ermöglicht, vorbereitet, begleitet und gerechtfertigt haben. Obwohl das eingebürgerte Wort historisch stets Feindschaft gegen Juden, nicht Semiten meinte, kritisieren Rechtsextreme oder Araber bis heute seine angebliche Unschärfe, sei es aus Unkenntnis, vermeintlicher Bauernschläue oder als Schutzbehauptung gegenüber einem Antisemitismusvorwurf.
Antisemitismusforscher sind uneins, ob der Begriff alle historischen Formen der Judenfeindschaft mit „eliminatorischen“ Zügen umfassen oder den „modernen“, vor allem den rassistischen Formen seit 1880 vorbehalten werden soll, als der Begriff aufkam. Erstere betonen eher die Kontinuität des Judenhasses, letztere die Unterschiede und sehen die rassistische Begründung als wesentlichen Einschnitt. Umstritten blieb auch die Einordnung und Bezeichnung der nicht mehr religiösen, zugleich noch nicht explizit rassistischen Judenfeindschaft zwischen 1750 und 1880. Viele Forscher verwenden „Antisemitismus“ heute als „Sammelbegriff für negative Stereotypen über Juden, für Ressentiments und Handlungen, die gegen einzelne Juden als Juden oder gegen das Judentum insgesamt sowie gegen Phänomene, weil sie jüdisch seien, gerichtet sind“. In der Umgangssprache wurde der Begriff seit 1945 gleichbedeutend mit „Judenhass“ oder „Judenfeindlichkeit“.

## Hauptformen

### Antike Judenfeindschaft
Judenfeindschaft entstand in der Antike seit der Zerstörung des ersten Jerusalemer Tempels und Exilierung von Teilen der Israeliten (Babylonisches Exil 586–539 v. Chr.). Die exilierte Minderheit unterschied sich von der umgebenden Mehrheit durch ihre Ess-, Kleidungs-, Wohn- und Sabbat-Bräuche, mit denen sie sich der Assimilation entzog. Ihre Abgrenzungsmerkmale waren vor allem der Glaube an einen einzigen, unsichtbaren Schöpfergott (Monotheismus) mitsamt der Weigerung, andere Götter anzuerkennen, und an die Erwählung des Volkes Israel. Deswegen wurde das Judentum von Ägyptern, Griechen und Römern teils bewundert, teils abgelehnt und als Gefahr für den Zusammenhalt der bestehenden Gesellschaft empfunden. Auch die Sorge vor einer jüdischen Weltherrschaft kam damals schon auf.
Seither gab es regionale Judenverfolgungen, etwa die Zerstörung der jüdischen Kolonie Elephantine unter Kambyses II. im Altpersischen Reich (410 v. Chr.) und die Bedrohung des Tempelkults in Judäa durch den Seleukiden Antiochus IV. (167 v. Chr.). Im Römischen Kaiserreich unter Caligula folgte auf jüdischen Widerstand gegen den Kaiserkult in Alexandria 38 n. Chr. ein schweres Judenpogrom.
Ägyptische Autoren wie Manetho und griechische Autoren wie Apion fixierten ein negatives Judenbild, besonders das Klischee eines angeblichen jüdischen Menschenhasses, schriftlich und überlieferten es so späteren Bildungsschichten. Die antike Judenfeindschaft beruhte wesentlich auf der Vorstellung von Juden als Fremden (Xenophobie), verstärkt durch die besonderen Merkmale der jüdischen Religion und Kultur. Sie gilt als historischer Vorläufer, jedoch nicht als Hauptursache des späteren Antisemitismus. Dieser entstand erst infolge der Abspaltung des Christentums vom Judentum.

### Antijudaismus
Als „Antijudaismus“ bezeichnet man eine vorwiegend religiös begründete Feindschaft von Christen gegen die jüdische Religion. Ausgangspunkt war die Trennung des Christentums vom Judentum ab der Zerstörung des zweiten Jerusalemer Tempels im Jahr 70. Gerade weil beide Gruppen sich auf die gleichen biblischen Überlieferungen bezogen und im Römischen Reich zeitweise gemeinsam verfolgt wurden, verschärfte sich ihre Konkurrenz. So verlagerten schon die ab 70 entstandenen Evangelien die Hauptschuld an der Kreuzigung Jesu von Römern auf Juden. Ungeachtet der projüdischen Haltung des Urchristentums wirkte antijüdische Polemik im Neuen Testament wie 1 Thess 2,15 , Mt 27,25  und Joh 8,44  als ständig erneuerter Vorwurf einer jüdischen Kollektivschuld am Tod Jesu weiter.
Heidenchristen bestritten den biblischen Anspruch des Judentums auf die Erwählung zum „Volk Gottes“ und entwickelten bis 130 die Substitutionstheologie, die zur Lehre der ganzen Alten Kirche wurde. Zwar lehnte diese Marcions Lehre (~150) ab, der Erlöser Jesus Christus sei der Gegengott zum bösen Weltschöpfer JHWH, und bewahrten die jüdische Bibel als Altes Testament (AT). Sie legten dieses aber durchweg antijüdisch aus und bildeten mit Predigten und Adversus-Judaeos-Texten eine Fülle judenfeindlicher Stereotype aus.
Zentral wurde ab 160 der Vorwurf des Gottesmordes: Die Juden hätten den gottgleichen Sohn Gottes gekreuzigt und damit das denkbar größte, universale Verbrechen begangen. Zur Strafe habe Gott ihren Tempel zerstört und sie in fremde Länder zerstreut. Folglich könnten sie ihre Tora nicht mehr einhalten und keinen gültigen Gottesdienst mehr feiern. Sie seien gesetzlos, unmoralisch, blind und verstockt gegen die Erkenntnis Jesu als des wahren Messias, den die Bibel beweise. Darum sei das Judentum bleibend verflucht. Juden könnten das Heil nur durch die christliche Taufe, also Aufgabe ihres Judeseins erlangen.
Als die Kirche im 4. Jahrhundert zur Staatsreligion des Römischen Reiches aufstieg, wirkte sich das etablierte christliche Feindbild sozialpolitisch aus: Juden erhielten einen verminderten Rechtsstatus. Augustinus von Hippo legte die lange gültige theologische Leitlinie dafür fest: Er erklärte die Juden zu „Büchersklaven“ der Christen, verbot aber auch, sie zu verfolgen und zu töten, um die von Gott gewollte Judenmission offenzuhalten.
Im Hochmittelalter nahm die antijüdische Kirchenpolitik Züge einer systematischen Verfolgung an. Mit aus dem Gottesmorddogma entwickelten Legenden angeblicher Ritualmorde und Hostienfrevel wurden die Juden kriminalisiert und dämonisiert. Zudem wurden sie ab dem IV. Laterankonzil von 1215 auch räumlich in Judengassen, Judenvierteln oder Judenghettos isoliert und mit Kleiderordnungen markiert. Die Mitgliedschaft in einer Zunft und damit die Ausübung der meisten Handwerke wurde ihnen verwehrt. Das führte immer wieder zu Judenpogromen, besonders oft an hohen christlichen Feiertagen, in den Kreuzzügen ab dem 11. Jahrhundert, während der Pestpandemie im 14. Jahrhundert (Pestpogrome) und der spanischen Reconquista im 15. Jahrhundert.
In der Antisemitismusforschung war seit Joshua Trachtenbergs Buch The Devil and the Jews (1943) lange das Narrativ verbreitet, dass nach dem Zinsverbot, das das Vierte Laterankonzil 1215 für Christen verhängt hatte, Juden aus anderen Berufen in den Geldverleih abgedrängt worden seien, den sie gegen hohe Schutzgelder an die Obrigkeit monopolisiert hätten. Daraus sei langlebige Stereotyp des arbeitsscheuen, ausbeuterischen, geldgierigen und sich bereichernden „Wucherjuden“ entstanden. Dieser Zusammenhang wird in der jüngeren Forschung als Mythos abgetan. Tatsächlich waren die meisten mittelalterlichen Juden arm; davon, dass sie die in der Kommerziellen Revolution aufkommende Hochfinanz dominiert hätten, konnte keine Rede sein. Das Stereotyp des gierigen Wucherjuden basierte also nicht auf ihrem tatsächlichen ökonomischen Verhalten, sondern nur auf der religiös geprägten Vorstellung der Christen.
Die Reformation schien zunächst eine Abkehr vom Antijudaismus anzubahnen. Martin Luther plädierte 1523 in seiner Schrift Dass Jesus Christus ein geborener Jude sei dafür, die Dämonisierung der Juden und ihre soziale und berufliche Ausgrenzung zu beenden und sie in die christliche Gesellschaft aufzunehmen. Infolge fehlender Missionserfolge rief er jedoch 1543 in seiner Hetzschrift Von den Juden und ihren Lügen alle Fürsten zur Vertreibung der Juden, ihrer Verpflichtung zur Zwangsarbeit, Zerstörung ihrer Synagogen und Wohnungen auf. Dabei erneuerte er auch das Klischee des ausbeuterischen „Wucherjuden“ und überlieferte es in die Neuzeit (siehe Martin Luther und die Juden).
Die Aufklärung übernahm einige antijudaistische Stereotype, etwa die Gegenüberstellung einer vermeintlich national begrenzten und materialistischen jüdischen Hassreligion entgegen einer universalen und idealistischen christlichen Liebesreligion. Im 19. Jahrhundert gingen christliche und rassistische Judenfeindschaft ineinander über. So belebten christliche und rassistische Judenfeinde gemeinsam die mittelalterlichen Ritualmordlegenden neu. Ab 1900 waren nationalistische Christen zugleich Antisemiten, so die evangelische Kirchenpartei Deutsche Christen der NS-Zeit. Erst ab etwa 1960 wandten sich einige Kirchen infolge des Holocaust allmählich von der traditionellen Substitutionstheologie und der Judenmission ab (siehe Kirchen und Judentum nach 1945).

### Neuzeitlicher Antisemitismus
In den Säkularisierungsprozessen der Neuzeit traten religiöse Motive der Judenfeindschaft allmählich hinter ökonomische, politische und soziale Motive zurück. Diese überlagerten die tradierten Stereotypen, ohne sie abzulösen. Das etablierte Klischee des Wucherjuden bezog sich auf den Sozialstatus von Juden, der seit dem Mittelalter von Berufsverboten und Verdrängung in verachtete Berufe des Handels und Geldverleihs geprägt war. So wurde das Judentum im Frühkapitalismus mit Börse, Finanzkapital und Geldgier gleichgesetzt. Dabei bestärkte die Praxis der Fürsten, wohlhabende Hofjuden zu berufen, dieses etablierte Judenbild. Benachteiligte Stände und aufstrebendes Bürgertum lehnten die ohnehin ausgegrenzten Juden nun aus Sozialneid und Konkurrenz, als angebliche Verursacher von Wirtschaftskrisen oder als Vertreter absolutistischer Herrscher ab. Dies zeigte etwa der Justizmord an Joseph Süß Oppenheimer im Jahr 1737 und die Feindschaft gegen das 1760 entstandene Bankhaus Rothschild.
Im 18. Jahrhundert übernahmen auch Vertreter der Aufklärung im Rahmen ihrer Religionskritik überlieferte judenfeindliche Stereotypen. Voltaire etwa behauptete: Die Juden seien „kraft ihrer eigenen Gesetze, natürliche Feinde dieser Nationen und schließlich der ganzen Menschheit.“ Das Judentum trage einen „unversöhnlichen Haß gegen alle Völker zur Schau“. Immanuel Kant sprach vom „Wuchergeist“ der Juden und bezichtigte sie des Betrügens, ähnlich später Johann Gottfried Herder und Georg Wilhelm Friedrich Hegel. Das Klischee des Wucherjuden blieb also epochenübergreifend auch dort bestehen, wo vernunftgemäße Selbstbestimmung auch Juden den Weg zu sozialer Emanzipation ebnen sollte. Die Forschung führt Judenhass daher nicht auf Bildungsmängel zurück.
Die Französische Revolution von 1789 begünstigte europaweit die Bildung von Nationalstaaten mit allgemeinen Bürgerrechten und damit eine jüdische Emanzipation. Diese entsprach dem Übergang von einem statischen Privilegiensystem zur dynamischen Klassengesellschaft, die auf Besitz und Leistung statt Geburtsrechten beruhte. In Deutschland bekämpften sowohl Adelige als auch Bauern, Händler, Handwerker und Kaufleute die Gleichstellung der Juden, ebenso die Nationalbewegung zwischen den Befreiungskriegen ab 1813 und den Revolutionen 1848/1849. Dieser nationale Antisemitismus richtete sich gerade gegen die zu Anpassung und Integration bereiten Juden.
Politischer Antisemitismus sieht die als homogenes Kollektiv gedachten Juden als einflussreiche soziale Macht, die sich in politischer Absicht zu gemeinsamem Handeln zusammengeschlossen hätten, um die Herrschaft in einem Land oder gleich die Weltherrschaft zu erreichen. Dies soll durch eine geheime Planung in Gestalt einer „jüdischen Weltverschwörung“ geschehen. Ein Beispiel dafür sind die Protokolle der Weisen von Zion. Eng damit verbunden ist der kulturelle Antisemitismus, der Juden auf kultureller Ebene für angeblich verderbliche Entwicklungen verantwortlich macht. Irritierende Neuerungen in Architektur, Kunst, Literatur oder Musik sahen Antisemiten als Folge des jüdischen Einflusses, der als dekadent bewertet, mit der kulturellen Moderne identifiziert und abgelehnt wurde. Als Beispiel dafür gilt die von der NS-Propaganda so bezeichnete „entartete Kunst“.
Der europäische, besonders der deutsche Nationalismus sah in den Juden eine nicht zur eigenen Nation gehörende Minderheit, einen Fremdkörper. Er betonte angebliche ethnische Unterschiede, kulturelle Gegensätze und mangelnde Loyalität der Juden gegenüber der eigenen Nation. Doch ließ er ihnen die Perspektive von Assimilation und Religionsübertritt offen, um ihre Diskriminierung zu überwinden.

### Post-Holocaust-Antisemitismus
Die Judenfeindschaft „nach Auschwitz“ bezieht sich direkt oder indirekt auf die Shoa und wird auch als „Schuldabwehr“-Antisemitismus bezeichnet. Weil sie alte Stereotype der „jüdischen Rachsucht, Gier und Machtausübung“ zu „Holocaustausbeutung“, „nachtragender Unversöhnlichkeit“ und einem angeblichen „Kritiktabu wegen Auschwitz“ aktualisiert, spricht die empirische Forschung dabei nicht mehr vom „sekundären Antisemitismus“.
Der militärische Sieg der Alliierten über den NS-Staat beendete den Holocaust und den Antisemitismus als deutsche Staatsideologie. In der Bundesrepublik Deutschland wurde Antisemitismus fortan öffentlich geächtet, bestand aber in erheblichen Teilen der Bevölkerung fort. Antisemitismus als Erinnerungsabwehr unterstellt, die Erinnerung an den Holocaust diene nur zur Diffamierung der nationalen Identität, Durchsetzung fortgesetzter Wiedergutmachungzahlungen an Israel und politischen Legitimation von dessen Politik im Nahen Osten.

### Israel-bezogener und antizionistischer Antisemitismus
Antizionismus entstand als Opposition zur vielgestaltigen jüdischen Bewegung des Zionismus und ist nicht zwangsläufig antisemitisch. Auch manche religiösen oder nichtreligiösen jüdischen Gruppen lehnen den Zionismus ab.
Ab etwa 1950 machte die Sowjetunion den Ausdruck zum Mittel ihrer Propaganda, um sich mit arabischen Staaten gegen Israel zu verbünden. Westliche, linksgerichtete Gruppen, die einen Antiimperialismus vertraten, übernahmen den Begriff in diesem Sinn.
Laut dem Antisemitismusforscher Robert S. Wistrich ist Antizionismus nicht von vornherein antisemitisch, greift aber seit 1948 zunehmend antisemitische Stereotype auf mit dem Ziel, den Staat Israel zu zerstören. Antizionismus habe sich zur gefährlichsten und wirksamsten Form des Antisemitismus der Gegenwart entwickelt, die linke, rechtsextreme, muslimische und christliche Israelfeinde verbinde.
Laut Monika Schwarz-Friesel projiziert heutiger Antizionismus das Konzept des „kollektiven Juden“ auf den 1948 gegründeten Staat Israel und stuft ihn stereotyp als Terror- und Unrechtsstaat, Apartheids- und Rassismusregime, „Kindermörderstaat“ und ähnliches ein. Die Stereotype folgten dem Muster des altbekannten Judenhasses: Israel sei an allem Schuld, sei der Teufel unter den Ländern der Erde, man müsse diesen Staat boykottieren und letztlich auflösen. Diese Form nahm ab den 1960er Jahren enorm zu und gilt in der Forschung als aktuell öffentlich vorherrschende Variante des Judenhasses. Zu ihrer Akzeptanz trägt bei, dass die Vertreter ihren Hass als politisch legitime Israelkritik verdecken und bestreiten, Antisemiten zu sein. Die Symbiose von klassischem und Israel-bezogenem Judenhass, seine Tarnung als legitime Gesellschaftskritik oder Israelkritik, die Betonung eines starken Anti-Rassismus, der als sozial und moralisch notwendig gedeutet wird, und das vehemente Abstreiten des eigenen Antisemitismus sind heute besonders bei linken und gebildeten Antisemiten verbreitet. Diese Form des Antisemitismus herrscht auch in linken Subkulturen und im Kulturbetrieb vor, darunter in der Kampagne Boycott, Divestment and Sanctions (BDS), in intersektionalen, antirassistischen, antiimperialistischen und antiklassistischen Denkrichtungen, in der Klimabewegung, der queeren Community, feministischen Bündnissen, Clubkultur, Hiphop, Punk und Hardcore. Auch in postkolonialen Strömungen werden antisemitische Tendenzen beobachtet.
In Israel lebt heute ein großer Anteil aller Juden weltweit; dieser Staat versteht sich seit dem Rückkehrgesetz von 1950 als Zufluchtsort aller Juden. Antizionismus oder „Israelkritik“, die klassische antisemitische Stereotype auf Israel überträgt, sein Existenzrecht bestreitet, NS-Vergleiche benutzt, Täter-Opfer-Umkehr vollzieht und Zionismus mit Rassismus gleichsetzt, wird darum oft als Tarnung (Camouflage) von Antisemitismus beurteilt.
In islamischen und arabischen Staaten ist Antizionismus oft mit Islamismus verbunden. Sofern dieser den Islam antisemitisch interpretiert und dabei Motive aus dem europäischen Antisemitismus aufgreift, sprechen manche Forscher von einem „islamischen Antisemitismus“. Im arabischen Raum entstand bereits mit der zionistischen Besiedlung Palästinas ab Ende des 19. Jahrhunderts ein antisemitischer Antizionismus. Dort wurden aus Europa importierte antisemitische Muster von islamistischen Bewegungen aufgegriffen und zunehmend zur Interpretation des Nahostkonflikts verwendet. Auch bei Nichtmuslimen dient Antizionismus oft dazu, sich gegen Antisemitismusvorwürfe zu immunisieren, um Israel wie „die Juden“ zu dämonisieren, zu delegitimieren und zu isolieren. Die Israelfeindschaft verbindet linken Antiimperialismus, Rechtsextremismus und Islamismus und wirkt als potentielle Bedrohung aller Juden.
Im Dezember 2024 erklärte die Politikerin und israelische Antisemitismus-Beauftragte Michal Cotler-Wunsh im Interview mit der Zeitung Der Standard: „Israel ist der Jude unter den Nationen, und der Hass auf Israel, der einzige jüdische Staat, ist bloß eine neue Form des alten Antisemitismus.“

## Definitionen
Die verschiedenen Definitionsversuche des Phänomens spiegeln zum einen den Wandel der Formen des Judenhasses selbst, zum anderen den Fortgang der Forschung dazu.

### 1945 bis 1990
Nach 1945 vermieden Wörterbücher jede Antisemitismusdefinition, die (wie etwa das Brockhaus Conversationslexikon ab 1882) Juden jene Charaktereigenschaften unterstellte, die Antisemiten ihnen zuschreiben. Manche definieren Antisemitismus streng als rassistischen Judenhass, der sich qualitativ von anderen Formen unterscheide, wie es der singuläre Holocaust gezeigt habe. Dieser sei besonders gefährlich, da behauptete Rasseneigenschaften der Juden ihre Ausrottung als einzig denkbare Lösung erscheinen ließen. Diese Definition schließt jedoch die meisten virulenten Formen von religiös begründetem Judenhass (Antijudaismus) aus.
Andere moderne Definitionen ordnen Antisemitismus als bloße Variante eines ethnischen Vorurteils oder Fremdenfeindlichkeit ein, etwa das einflussreiche Merriam-Webster’s Collegiate Dictionary seit 1961: Antisemitismus sei „Feindlichkeit oder Diskriminierung gegenüber Juden als einer religiösen, ethnischen oder rassischen Gruppe“. Manche Historiker verallgemeinern dies zur „Abneigung gegen das Andere“ (dislike of the unlike). Dann wäre Judenhass nur durch die Objektgruppe von anderem Rassismus (etwa gegen Dunkelhäutige) oder Ethnozentrismus (etwa gegen Hispanics) verschieden. Diese Definition hatte zeitweise praktische, politische und juristische Vorteile, weil allgemeiner Minderheitenschutz vor Diskriminierung auch Juden stärker vor Verfolgung zu schützen schien. Manche Historiker betonen zwar eine höhere Intensität von Judenhass gegenüber anderem Minderheitenhass, vernachlässigen aber die Ursache dafür in dessen besonderer Eigenart. Folglich verfehlen sie auch den qualitativen Unterschied zwischen dem bloßen Zeigen eines antisemitischen Symbols wie dem Hakenkreuz und ausgeführter industrieller Judenvernichtung wie im KZ Auschwitz.
Dagegen definierten die Autoren der Studie The Authoritarian Personality (1950) um Theodor W. Adorno Antisemitismus als „Ideologie mit stereotypen negativen Ansichten über Juden, die sie als bedrohlich, unmoralisch, kategorisch verschieden von Nicht-Juden, mit akuten feindlichen Haltungen darstellen und auf ihre Beschränkung, Ausschließung und Unterdrückung drängen, um die ,Judenfrage‘ zu lösen“. Diese Definition ist laut Kenneth L. Marcus (Louis D. Brandeis Center for Human Rights Under Law) auch auf heutigen Antizionismus anwendbar: Ersetze man das Wort „Juden“ darin durch das Wort „Israel“, dann umfasse sie auch das Übertragen klassischer antisemitischer Stereotype auf den Staat Israel (den „Juden unter den Staaten“) und damit verbundene Forderungen zur „Lösung des Israelproblems“, das sich somit als Problem der Nichtjuden erweise.
Ab 1966, also noch vor dem Sechstagekrieg von 1967, ergänzte das Merriam-Webster-Dictionary seine Definition: Antisemitismus könne auch „Opposition zum Zionismus“ und „Sympathie mit den Gegnern des Staates Israel“ bedeuten. Dies schloss theologisch begründete Ablehnung Israels, wie sie etwa die ultraorthodoxe Neturei Karta vertritt, Ablehnung jedes Nationalismus und gewöhnliche Kritik an substantieller Politik Israels aus. Der Definitionszusatz setzte sich nicht durch, machte aber auf die Verbindung von Antizionismus und Antisemitismus aufmerksam.
Die Genozidforscherin Helen Fein ergänzte 1987 in ihrer Definition die soziologisch-kulturellen Aspekte: Antisemitismus sei „eine anhaltende latente Struktur feindlicher Überzeugungen gegenüber Juden als Kollektiv, die sich in Individuen als Einstellungen und in der Kultur als Mythos, Ideologie, Folklore und Bildsprache und in Handlungen manifestieren – soziale oder rechtliche Diskriminierung, politische Mobilisierung gegen Juden und kollektive oder staatliche Gewalt, was dazu führt und/oder dazu bestimmt ist, Juden als Juden zu distanzieren, zu verdrängen oder zu zerstören.“

### EUMC- und IHRA-Arbeitsdefinitionen
Die Europäische Stelle zur Beobachtung von Rassismus und Fremdenfeindlichkeit (EUMC) verzeichnete ab 2001 eine Zunahme antisemitischer Tendenzen. Um die strafrechtliche Behandlung solcher Tendenzen in den EU-Staaten zu erleichtern und zu vereinheitlichen, veröffentlichte die EUMC 2005 eine Arbeitsdefinition:
Antisemitismus ist demnach eine bestimmte Wahrnehmung, die sich als Hass auf jüdische oder nichtjüdische Individuen, ihr Eigentum, ihre Institutionen oder den Staat Israel richten kann. Er „klagt Juden häufig der Verschwörung zum Schaden der Menschheit an und wird oft benutzt, um Jüdinnen und Juden dafür verantwortlich zu machen, wenn etwas falsch läuft‘.“ Er drücke sich in Worten, Texten, Bildern und Taten aus und verwende dazu „unheilvolle Stereotypen und negative Charakterzüge“, etwa:
- Aufrufe zum Töten oder Schädigen von Juden im Namen einer radikalen Ideologie oder extremistischen religiösen Sicht,
- verlogene, entmenschlichende, dämonisierende oder stereotype Behauptungen über Juden oder die kollektive Macht von Juden, etwa eines Weltjudentums oder jüdischer Kontrolle von Medien, Regierungen usw.,
- Juden kollektiv für reale oder vermeintliche Vergehen einzelner oder mehrerer Juden oder Nichtjuden zu beschuldigen,
- Holocaustleugnung,
- Juden als Kollektiv oder Israel zu beschuldigen, sie hätten den Holocaust erfunden oder dramatisiert,
- jüdische Staatsbürger zu beschuldigen, sie seien loyaler gegenüber Israel oder vermeintlichen jüdischen Prioritäten weltweit als gegenüber ihren eigenen Staaten,
- das Selbstbestimmungsrecht von Juden abzulehnen, etwa zu behaupten, Israel sei ein rassistisches Projekt,
- doppelte Standards anzuwenden, also von Israel Verhalten zu fordern, das von keiner anderen demokratischen Nation erwartet wird,
- klassisch-antisemitische Symbole und Bilder wie den Gottesmord-Vorwurf oder die Ritualmordlegende auf Israel oder Israelis anzuwenden,
- Israels aktuelle Politik mit der Vernichtungspolitik des Nationalsozialismus zu vergleichen,
- eine Kollektivverantwortung der Juden für Israels Politik zu behaupten.

Kritik, die an Israel ähnlich wie an anderen Staaten geäußert wird, könne jedoch nicht als antisemitisch eingestuft werden.
Die 34 Mitgliedsstaaten der International Holocaust Remembrance Alliance (IHRA) übernahmen am 15. Mai 2016 die EUMC-Definition fast unverändert. Der Beschlusstext und Mitautoren des EUMC-Definitionstextes betonen, dass dieser „nicht für die Umsetzung in europäisches oder nationales Recht gedacht“ gewesen sei. Auch die Arbeitsdefinition „Antisemitismus“ des European Forum on Antisemitism (EFA) beruht auf der EUMC-Definition von 2005.
Der Ministerrat Österreichs übernahm die IHRA-Arbeitsdefinition am 21. April 2017. Die deutsche Bundesregierung übernahm sie im September 2017 und zählte dabei den ersten Beispielsatz zur Definition:

„Antisemitismus ist eine bestimmte Wahrnehmung von Juden, die sich als Hass gegenüber Juden ausdrücken kann. Der Antisemitismus richtet sich in Wort oder Tat gegen jüdische oder nichtjüdische Einzelpersonen und/oder deren Eigentum sowie gegen jüdische Gemeindeinstitutionen oder religiöse Einrichtungen. Darüber hinaus kann auch der Staat Israel, der dabei als jüdisches Kollektiv verstanden wird, Ziel solcher Angriffe sein.“

Die IHRA-Definition führt folgende aktuelle Beispiele von Antisemitismus im öffentlichen Leben, in den Medien, Schulen, am Arbeitsplatz und in der religiösen Sphäre auf, die unter Berücksichtigung des Gesamtkontexts folgendes Verhalten einschließen können, ohne darauf beschränkt zu sein.

„Beispiele:
- Der Aufruf zur Tötung oder Schädigung von Juden im Namen einer radikalen Ideologie oder einer extremistischen Religionsanschauung sowie die Beihilfe zu solchen Taten oder ihre Rechtfertigung.
- Falsche, entmenschlichende, dämonisierende oder stereotype Anschuldigungen gegen Juden oder die Macht der Juden als Kollektiv – insbesondere aber nicht ausschließlich die Mythen über eine jüdische Weltverschwörung oder über die Kontrolle der Medien, Wirtschaft, Regierung oder anderer gesellschaftlicher Institutionen durch die Juden.
- Das Verantwortlichmachen der Juden als Volk für tatsächliches oder unterstelltes Fehlverhalten einzelner Juden, einzelner jüdischer Gruppen oder sogar von Nicht-Juden.
- Das Bestreiten der Tatsache, des Ausmaßes, der Mechanismen (z. B. der Gaskammern) oder der Vorsätzlichkeit des Völkermordes an den Juden durch das nationalsozialistische Deutschland und seine Unterstützer und Komplizen während des Zweiten Weltkrieges (Holocaust).
- Der Vorwurf gegenüber den Juden als Volk oder dem Staat Israel, den Holocaust zu erfinden oder übertrieben darzustellen.
- Der Vorwurf gegenüber Juden, sie fühlten sich dem Staat Israel oder angeblich bestehenden weltweiten jüdischen Interessen stärker verpflichtet als den Interessen ihrer jeweiligen Heimatländer.
- Das Aberkennen des Rechts des jüdischen Volkes auf Selbstbestimmung, z. B. durch die Behauptung, die Existenz des Staates Israel sei ein rassistisches Unterfangen.
- Die Anwendung doppelter Standards, indem man von Israel ein Verhalten fordert, das von keinem anderen demokratischen Staat erwartet oder gefordert wird.
- Das Verwenden von Symbolen und Bildern, die mit traditionellem Antisemitismus in Verbindung stehen (z. B. der Vorwurf des Christusmordes oder die Ritualmordlegende), um Israel oder die Israelis zu beschreiben.
- Vergleiche der aktuellen israelischen Politik mit der Politik der Nationalsozialisten.
- Das kollektive Verantwortlichmachen von Juden für Handlungen des Staates Israel.“

### Kritik an der IHRA-Arbeitsdefinition
Der Politikwissenschaftler und Soziologe Armin Pfahl-Traughber bemängelt an der Arbeitsdefinition fehlende Klarheit, Trennschärfe und Vollständigkeit und plädiert für deren grundlegende Überarbeitung. Es werde nicht deutlich, worin genau die „bestimmte Wahrnehmung“ bestehe. Antisemitismus sei keine Kritik, sondern Feindschaft „gegen Juden als Juden“. Zwar sei an der Definition begrüßenswert, dass artikuliert wird, dass sich die Judenfeindschaft der Gegenwart häufig genug über den Umweg der Israelfeindschaft ausdrücke, diese werde jedoch überbetont, die anderen Ideologievarianten des Antisemitismus kämen nur am Rande vor.
Die American Civil Liberties Union in den USA kritisierten die Definition, da sie viel zu breit sei und dazu benutzt werden könne, von der Redefreiheit gedeckte Kritik an Israel zu unterdrücken.
Auch der israelische Historiker Moshe Zimmermann kritisiert die „Schwammigkeit“ der IHRA-Definition. Sie erlaube es, jede Art von Kritik an Israel als antisemitisch zu bezeichnen. Das führe zu einer inflationären Verwendung des Begriffs und dazu, dass „dort, wo Antisemitismus wirklich zu finden ist, […] er möglicherweise nicht erkannt“ werde.
Der Philosoph und Soziologe Peter Ullrich bezeichnet in einem Gutachten im Auftrag der Rosa-Luxemburg-Stiftung den Anspruch der IHRA-Definition, alle mit der Begriffsklärung verbundenen Probleme lösen und zugleich allgemein anwendbar sein zu wollen, als „gescheitert“. Sie sei wenig präzise und in sich widersprüchlich und lasse zudem eklatante Leerstellen. Sie ermögliche es, missliebige Positionen zum Nahostkonflikt zu stigmatisieren und öffentlich zu benachteiligen, was Ullrich „angesichts ihres quasi-rechtlichen Status als Bedrohung der Meinungsfreiheit“ bewertet. Zudem verschleiere sie, dass die größte Gefahr von rechts komme.
Im Dezember 2019 erklärte Kenneth S. Stern, er sei als Antisemitismusexperte des American Jewish Committee der Hauptautor der Arbeitsdefinition gewesen. Politisch rechtsgerichtete jüdische Gruppierungen hätten die Definition ab 2010 jedoch als Waffe gegen die Meinungsfreiheit verwendet.
Im Dezember 2019 warnten 127 jüdische und israelische Intellektuelle das französische Parlament in einem offenen Brief, die „unklare und ungenaue“ IHRA-Definition anzunehmen. Diese bringe „bewusst Kritik und Opposition gegen die politischen Maßnahmen des Staates Israel mit Antisemitismus in Verbindung“ und führe eine „ungerechtfertigte Doppelmoral zugunsten Israels und gegen die Palästinenser“ ein.
David Feldman schrieb im Dezember 2020, die IHRA-Definition sei mangelhaft, schwammig, verwirrend und nicht geeignet, jüdische Studenten und Lehrende an britischen Universitäten zu schützen. Sie biete auch keine klare Antwort, ob etwa Boykott-Aufrufe gegen Israel inhärent antisemitisch seien. Joe Mann, der „Antisemitismus-Guru“ der britischen Regierung, schrieb beispielsweise, Boykotte seien von der IHRA-Definition nicht erfasst.
Am 11. Januar 2021 verurteilten mehr als siebzig britische Akademiker in einem offenen Brief die Einführung der IHRA-Arbeitsdefinition durch die Regierung und forderten die britischen Universitäten und Studenten auf, die „inhärent falsche“, „vage“ und „inhaltsarme“ Definition abzulehnen bzw. zurückzunehmen.
Im Februar 2020 unterzeichneten mehr als 600 kanadische Akademiker eine Petition gegen die IHRA-Definition.
Im Januar 2021 gab eine Reihe linker jüdischer Organisationen in den USA – Ameinu, Americans for Peace Now, Habonim Dror North America, Hashomer Hatzair World Movement, Jewish Labor Committee, J Street, New Israel Fund, Partners for Progressive Israel, Reconstructing Judaism und T’ruah – eine Erklärung heraus, in der sie die Annahme der IHRA-Definition ablehnen.
Im März 2021 sprachen sich mehr als 150 jüdische Hochschullehrer in Kanada in einem offenen Brief gegen die Annahme der IHRA-Definition aus.
Im April 2023 kritisierten 60 Menschenrechtsorganisationen und NGOs (darunter die American Civil Liberties Union, B’Tselem, Human Rights Watch, das American Friends Service Committee, Combatants for Peace, European Jews for a Just Peace, medico international und das Israeli Committee Against House Demolitions) die IHRA-Definition, da sie häufig dazu verwendet werde, Kritik an Israel als „antisemitisch“ zu verunglimpfen. Die Organisationen forderten die UNO in einer gemeinsamen Erklärung auf, die IHRA-Definition nicht zu übernehmen.

### Jerusalemer Erklärung
Bis März 2021 verfassten rund zwanzig Wissenschaftler die Jerusalemer Erklärung zum Antisemitismus (JDA), die dann rund 360 weitere Wissenschaftler aus aller Welt unterzeichneten. Sie soll eine kohärente und politisch neutrale Definition anbieten und damit die IHRA-Definition ergänzen und verbessern. Sie definiert Antisemitismus als „Diskriminierung, Vorurteil, Feindseligkeit oder Gewalt gegen Jüdinnen und Juden als Jüdinnen und Juden (oder jüdische Institutionen als jüdische)“ und liefert dazu 15 Leitlinien. Zentral ist für sie die Unterscheidung zwischen Antizionismus und Antisemitismus und die Einordnung des Kampfes gegen Antisemitismus in den größeren Kampf gegen andere Formen von Rassismus und Diskriminierung. Unterstützende der IHRA-Arbeitsdefinition kritisieren, dies behindere den Kampf gegen israelbezogenen Antisemitismus. Fürsprache erfährt die JDA hingegen u. a. von palästina-solidarischen Personen und Gruppen oder der BDS-Bewegung.

## Nationale Strategien gegen Antisemitismus
Die Europäische Kommission setzt sich innerhalb der EU sowie international für die Bekämpfung von Antisemitismus ein. Die EU-Mitgliedstaaten verpflichteten sich 2020, durch neue nationale Strategien oder Maßnahmen im Rahmen bestehender nationaler Strategien und/oder Aktionspläne zur Verhütung von Rassismus, Fremdenfeindlichkeit, Radikalisierung und gewaltbereitem Extremismus alle Formen von Antisemitismus zu verhüten und zu bekämpfen. Die Kommission legte im Oktober 2021 erstmals eine „EU-Strategie zur Bekämpfung von Antisemitismus und zur Förderung jüdischen Lebens“ vor. Die drei zentralen Elemente der Strategie für den Zeitraum 2021 bis 2030 sind: (1.) Verhütung und Bekämpfung aller Formen von Antisemitismus, (2.) Schutz und Förderung jüdischen Lebens in der EU, (3.) Aufklärung, Forschung und Gedenken an den Holocaust.
Die US-amerikanische Regierung unter Präsident Joe Biden gab im Mai 2023 ihre „U.S. National Strategy to Counter Antisemitism“ heraus. Sie beinhaltet: (1.) Sensibilisierung zu Antisemitismus und der daraus entstehenden Gefahr für Amerika sowie größere Anerkennung des jüdisch-amerikanischen Erbes, (2.) Verbesserung der Sicherheit für jüdische Gemeinden, (3.) Bekämpfung antisemitischer Diskriminierung, (4.) Aufbau gemeinschaftsübergreifender Solidarität und gemeinsamer Aktionen gegen Hass.